# Autoserica fuscipes
Autoserica fuscipes är en skalbaggsart som beskrevs av Moser 1915. Autoserica fuscipes ingår i släktet Autoserica och familjen Melolonthidae. Inga underarter finns listade.